# Bliksvær
Bliksvær est une île et un village de pêcheurs du comté de Nordland, en Norvège.

## Géographie
Administrativement, Bliksvær fait partie de la kommune de Bodø et se trouve sur l'archipel du même nom Bliksvær.